# Determiniertheit (Algorithmus)
Ein Algorithmus ist determiniert, wenn er bei jeder Ausführung für gleiche Eingabewerte auch immer dieselben Ausgabewerte liefert.
Der Begriff der Determiniertheit ist vom Begriff Determinismus zu unterscheiden: Deterministische Algorithmen sind auch stets determiniert, da sie für die gleichen Eingaben auch wieder gleiche Ausgaben liefern. Die Umkehrung gilt jedoch nicht, denn trotz gleichem Ergebnis können dabei unterschiedliche (interne) Zustände durchlaufen werden.